# Alfredo Pérez Rubalcaba
Alfredo Pérez Rubalcaba (Solares, Medio Cudeyo, Cantàbria, 28 de juliol de 1951 - Majadahonda, 10 de maig de 2019) va ser un polític i professor universitari espanyol i secretari general del Partit Socialista Obrer Espanyol. Amb anterioritat va ser Vicepresident Primer, Ministre de l'Interior i Portaveu del Govern d'Espanya.

## Biografia
Va estudiar ciències químiques a la Universitat Complutense de Madrid, en la qual es doctorà i de la qual fou professor, participant en les lluites del Professorat No Numerari.
Va ingressar al Partit Socialista Obrer Espanyol (PSOE) l'any 1974, en el qual va començar a col·laborar en la Federació Socialista Madrilenya i, més tard, en les comissions d'Ensenyament i Recerca tant del partit com del Grup Parlamentari Socialista.
Amb l'arribada al Govern del PSOE en les eleccions generals espanyoles de 1982, Rubalcaba va assumir diferents càrrecs relacionats amb la universitat i l'educació. L'any 1988 va ser nomenat Secretari d'Estat d'Educació i l'any 1992 fou nomenat Ministre d'Educació i Ciència, càrrec que ocupà fins al 1993. Després de les eleccions generals de 1993 en les quals fou escollit diputat al Congrés dels Diputats per la província de Toledo, el president del Govern Felipe González el nomenà Ministre de la Presidència i de Relacions amb Les Corts i Portaveu del Govern, càrrec en el qual es va mantenir fins a les eleccions generals espanyoles de 1996. En aquelles eleccions, que el PSOE va perdre enfront del PP, Rubalcaba va resultar reelegit diputat al Congrés, en aquesta ocasió per la Província de Madrid.
Un any més tard, en el XXXIVè Congrés del PSOE, va ser escollit membre de l'Executiva i secretari de Comunicació. La seva inclusió en les llistes del partit per part del secretari general del PSOE, Joaquín Almunia, va venir a confirmar la seva notable importància en el Partit en la nova etapa. De fet, va ser un dels principals encarregats de mantenir contactes amb el govern popular sobre ETA arran de la treva de 1999. En el següent Congrés, en el qual José Luis Rodríguez Zapatero va ser escollit nou secretari general del partit, Rubalcaba va entrar a formar part del Comitè Federal del partit. En aquesta etapa, va encapçalar la delegació socialista que va acordar amb el PP el denominat Acord per les Llibertats i contra el Terrorisme, signat el desembre de 2000.
En les eleccions generals de 2004, Rubalcaba va ser responsable de l'Estratègia Electoral del PSOE, i més tard va ser nomenat portaveu del Grup Socialista en el Congrés dels Diputats.
L'11 d'abril de 2006 substituí José Antonio Alonso al capdavant de la Cartera d'Interior. Aquest relleu es va produir després de l'alto el foc d'ETA. El 20 d'octubre de 2010 el president de govern espanyol presentà una àmplia reforma del govern i posicionà a Rubalcaba com a Vicepresident Primer del Govern i Portaveu del Govern, substituint De La Vega i mantenint-lo en el càrrec de Ministre de l'Interior, fins que fou nomenat candidat a la presidència del govern i l'11 de juliol de 2011 fou substituït per Elena Salgado Méndez com a vicepresidenta, Antonio Camacho Vizcaíno com a ministre de l'Interior, i José Blanco López com a portaveu del govern, per poder dedicar-se a la preparar la campanya de les Eleccions generals espanyoles de 2011, que guanya Mariano Rajoy Brey amb majories absolutes al congrés i al senat.
El 4 de febrer de 2012 va ser elegit nou secretari general del PSOE amb 487 vots, enfront de Carme Chacón, que n'aconseguí 465.
Arran dels «mals resultats sense pal·liatius» del PSOE a les eleccions al Parlament Europeu de 2014, va deixar la secretaria general el juliol del mateix any en un congrés extraordinari del partit.
En el procés independentista de Catalunya, Rubalcaba es va mostrar contrari a la celebració d'un referèndum sobre la independència i es va posicionar a favor de mantenir la dependència de Catalunya respecte del Regne d'Espanya a través d'un model federalista.
El maig de 2019 va patir un ictus i va ser ingressat a l'Hospital Universitari Puerta de Hierro de Majadahonda en estat d'"extrema gravetat". Finalment, l'ictus va acabar amb la seva vida el 10 de maig de 2019.